# Isoperla sobria
Isoperla sobria är en bäcksländeart som först beskrevs av Hagen 1874.  Isoperla sobria ingår i släktet Isoperla och familjen rovbäcksländor. Inga underarter finns listade i Catalogue of Life.